# Parc archéologique de Campo Lameiro
Le parc archéologique de l'art rupestre ( PAAR ), est un parc consacré à l'art rupestre en plein air, situé dans la commune de Campo Lameiro dans la province de Pontevedra (Espagne). Il couvre 22 hectares avec de nombreux pétroglyphes de grande valeur archéologique et historique, dont plusieurs sont biens d'intérêt culturel.

## Historique
Le projet de création du PAAR a débuté en 2002, avec la présentation d'un concours de conception préliminaire par le gouvernement de Manuel Fraga . Sa construction a commencé en 2007, sous le gouvernement bipartite , et a été inaugurée le 6 juillet 2011 par le président de la Junte de Galice, Alberto Núñez Feijóo .

## Structure et organisation
Le parc fait partie du groupe d'art rupestre de Terras de Pontevedra. C'est l'une des plus importantes concentrations en qualité et quantité de gravures rupestres ou pétroglyphes non seulement dans la Péninsule Ibérique, mais aussi en Europe. En 1974, ils ont été déclarés monuments historiques et artistiques, et toute la zone a été déclarée zone archéologique le 20 20 juin 2002.
Les gravures sont réparties entre les sites de Paredes, Parada et Santo Isidro, Painceiros, As Fragas, A Lagoa / Fentáns et Caneda, étant relativement faciles à visiter. Le parc comprend neuf stations rupestres avec vingt roches gravées sur environ cinq kilomètres de large.
Le parc comprend la reconstruction d'un village de l'âge du bronze, un centre d'interprétation de 5 000 m2, qui dispose de salles de projection, d'expositions, d'une bibliothèque et de fonds.

## Manifestations thématiques
Les pétroglyphes du parc comprennent des motifs géométriques (croix, cercles concentriques, cassolettes...) et naturalistes (cerfs, chevaux, serpents...) propres à l'art rupestre galicien (qui comprend le nord du Portugal) et qui sont intégrés au groupe du arc atlantique européen. Sur le site, on peut voir certains des pétroglyphes les mieux conservés de Galice.
Ses principales stations sont:
- Laxe da Forneiriña, dans laquelle on peut voir la figure d'un grand animal, ainsi que différentes représentations de cerfs et de cercles.
- Laxe dos Carballos est un groupe dont l'intérêt se concentre sur la figure d'un grand cerf. Il a un grand nombre de lances plantées dans le dos en signe de punition ou de mort et ils ont également une corde attachée autour du cou. À côté de celui-ci se trouvent, entre autres gravures, des combinaisons circulaires, des alignements de cassolettes ou d'autres cerfs.
- Outeiro dos Cogoludos a un bon nombre de figures de rainures très visibles gravées, longues et profondes. Sur le côté droit se trouvent trois cavaliers à cheval, disposés verticalement, tandis que sur la gauche il y a un grand panneau avec des figures de cercles concentriques. Une idole et plusieurs cerfs apparaissent également, entre autres manifestations.
- Outeiro das Ventaniñas présente les gravures les plus simples de cette zone et représente plusieurs formations circulaires.
- Fonte da Pena Furada a plusieurs pierres avec des gravures de cerfs et des cercles concentriques. Le cerf dont la bouche et les yeux ont été représentés sur le même plan est particulièrement important.
- Outeiro da Pena Furada est le seul ensemble dans cette zone qui a des figures labyrinthiques et à proximité il y a d'autres gravures.
- Laxe dos Cabalos se compose de plusieurs pierres gravées de cerfs et de combinaisons circulaires. La roche qui donne naissance à la zone est composée de deux chevaux avec chacun de leurs cavaliers, donnant l'impression qu'ils participent à une course.

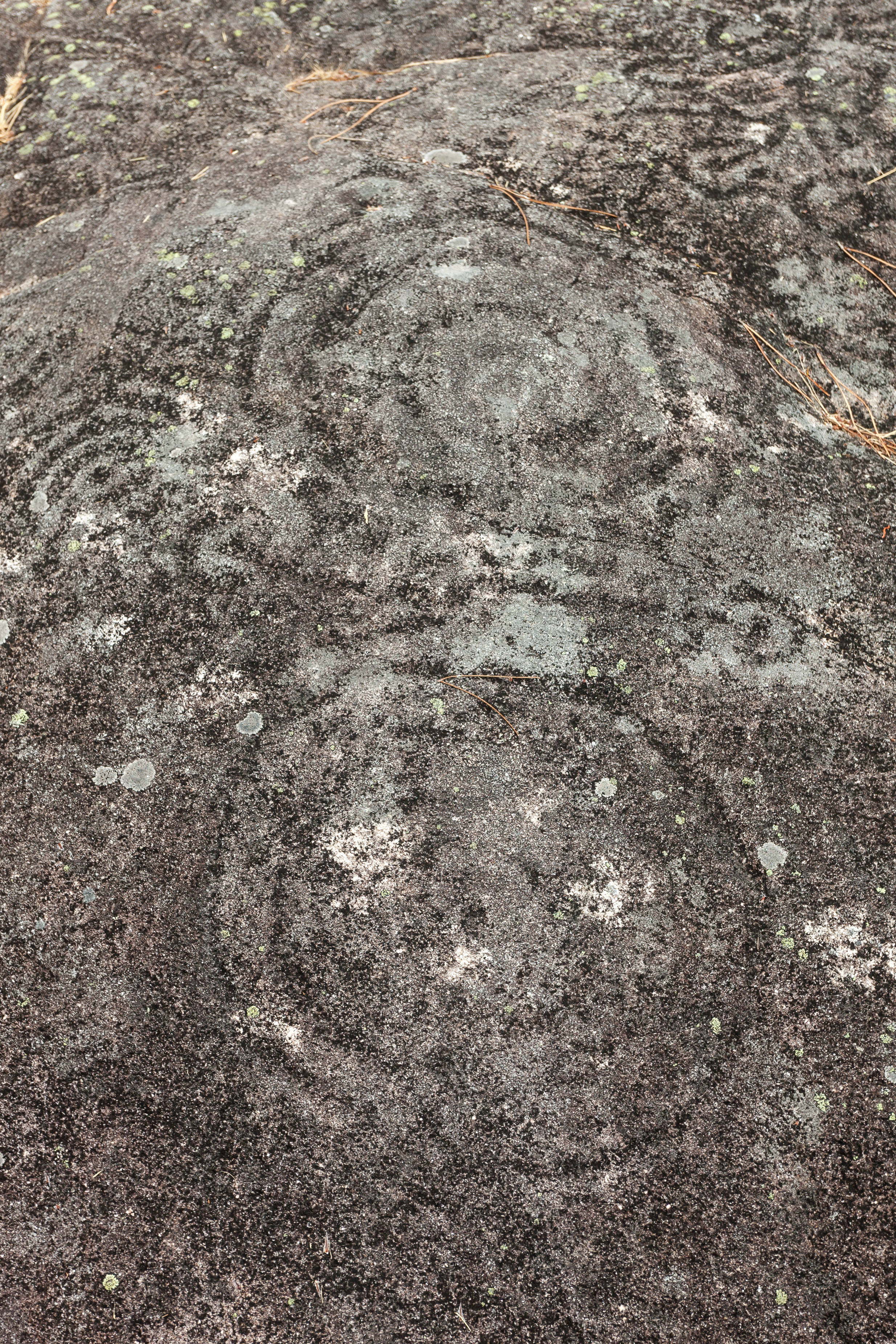
Pétroglyphe
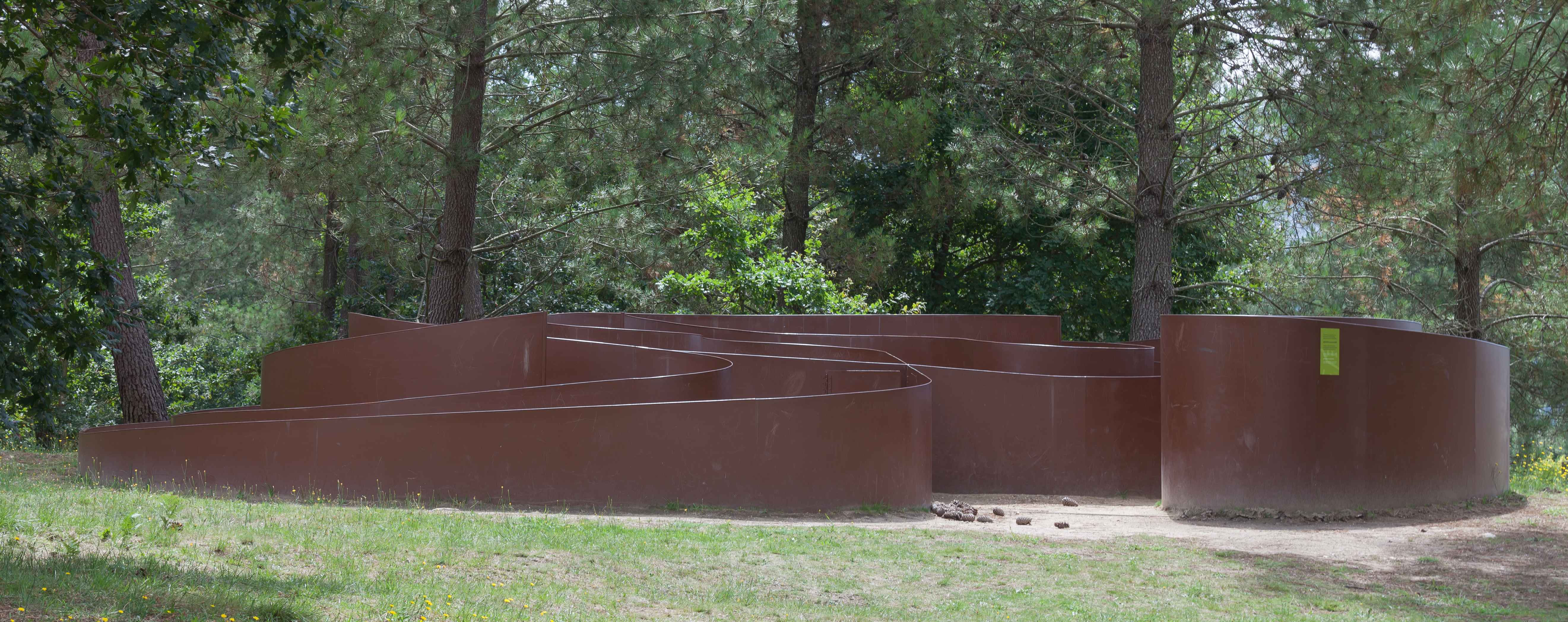
Labyrinthe dans le parc archéologique
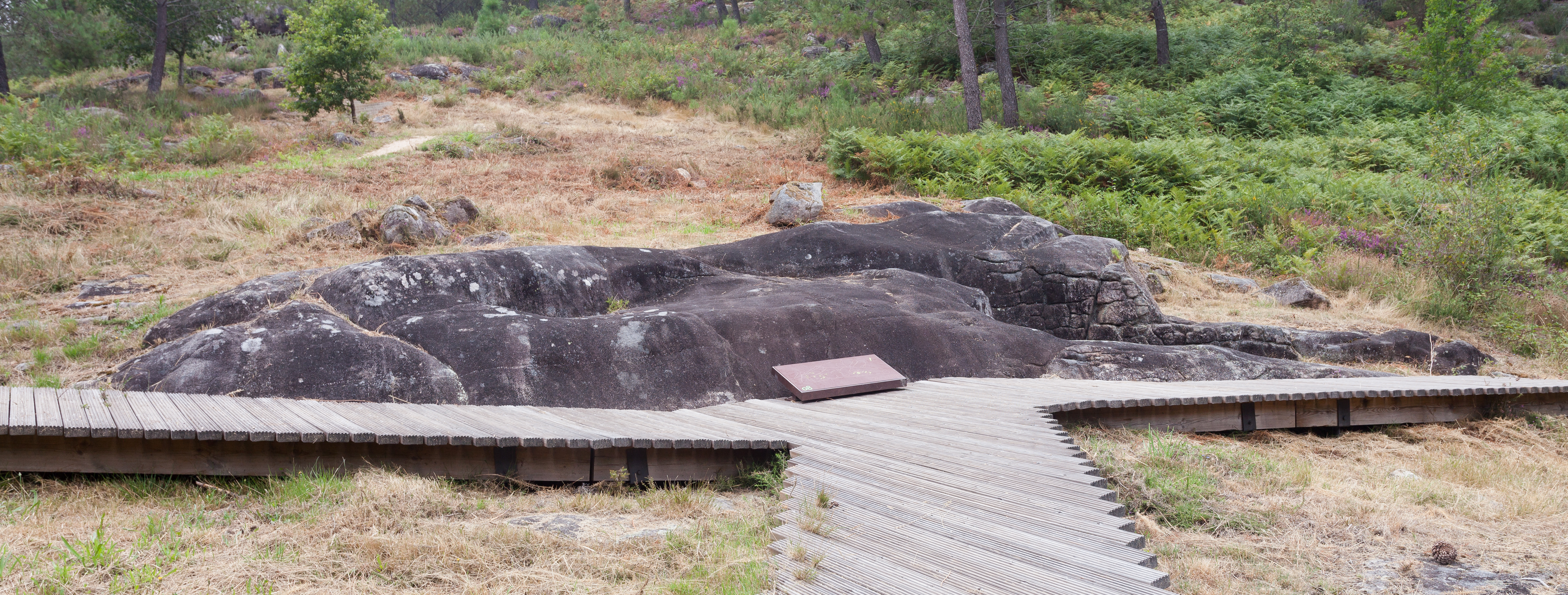
Laxe dos cabalos
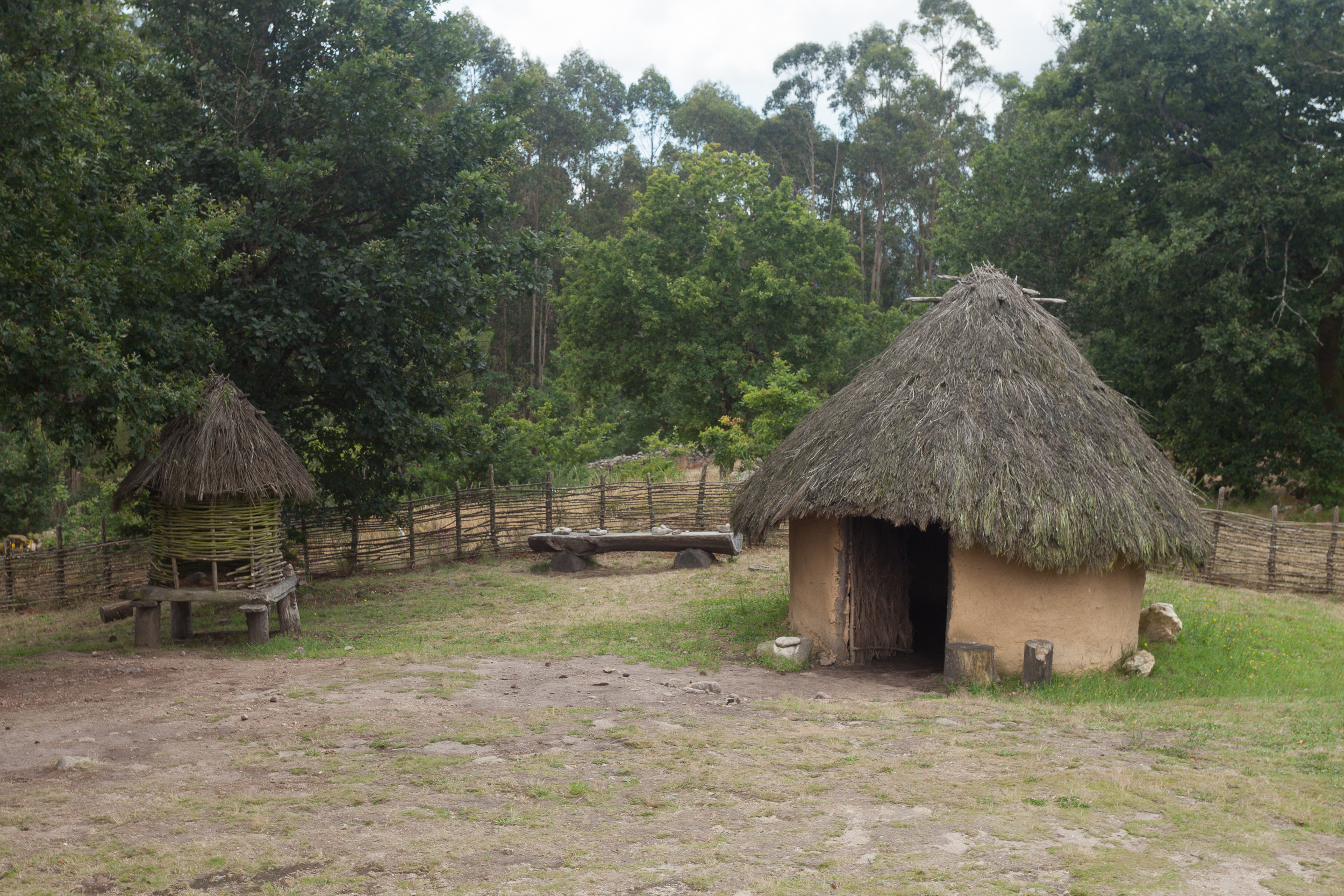
Reconstruction d'un castro
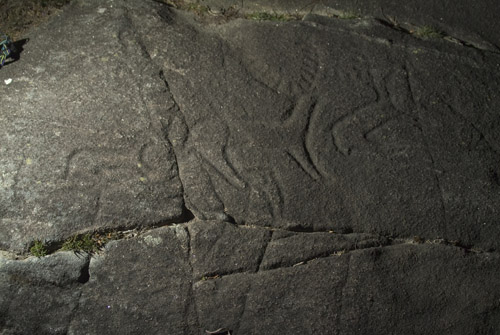
Pétroglyphe
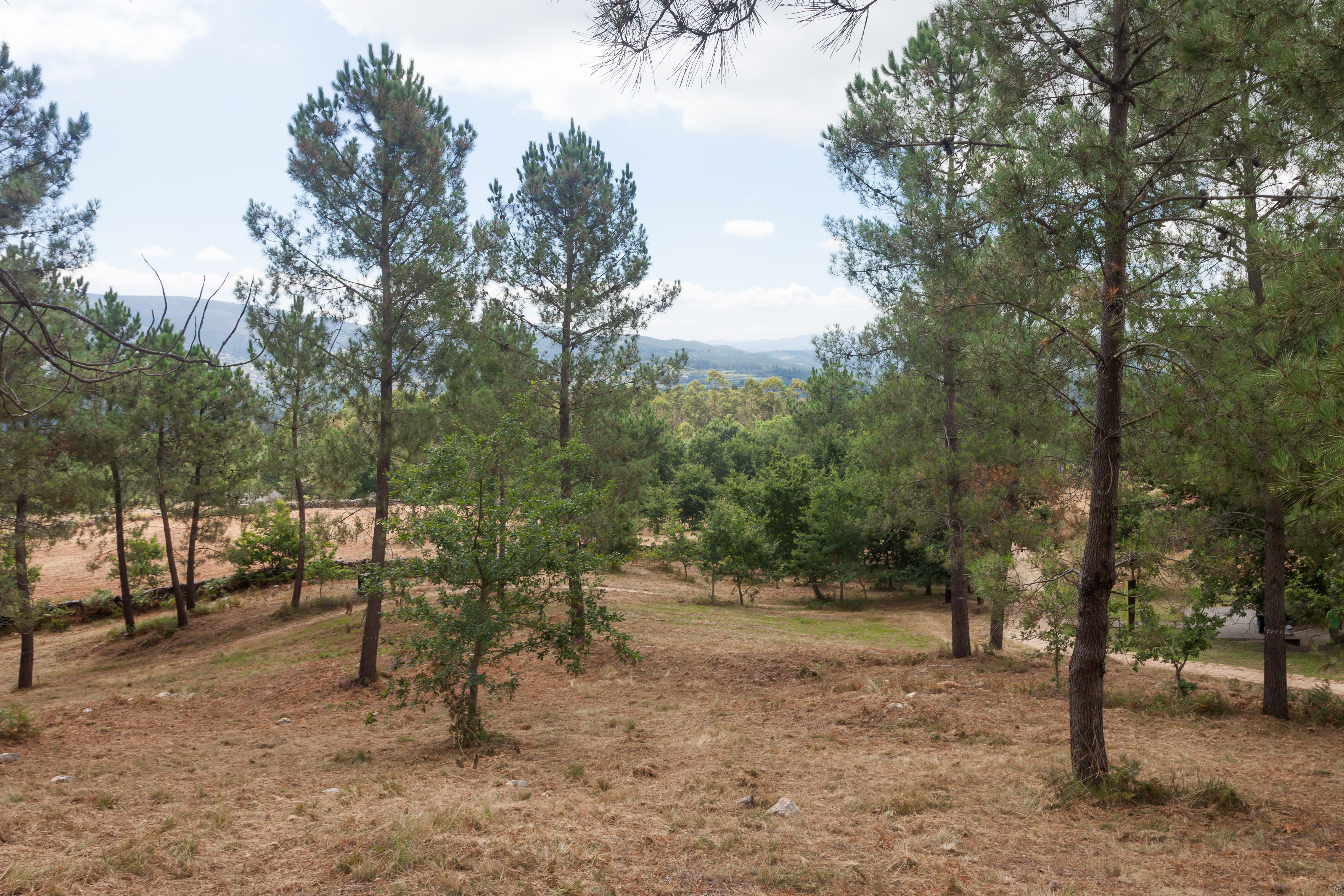
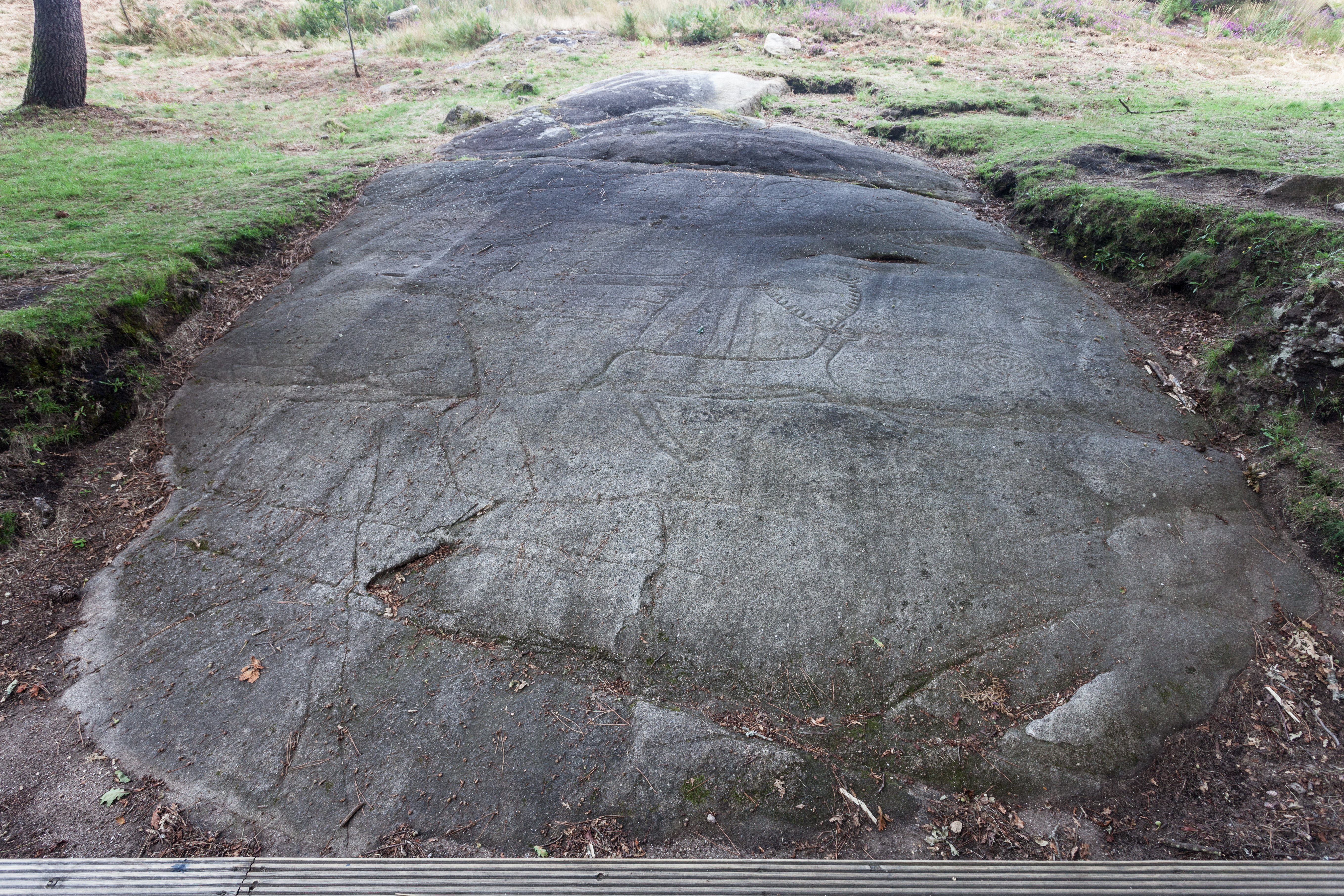
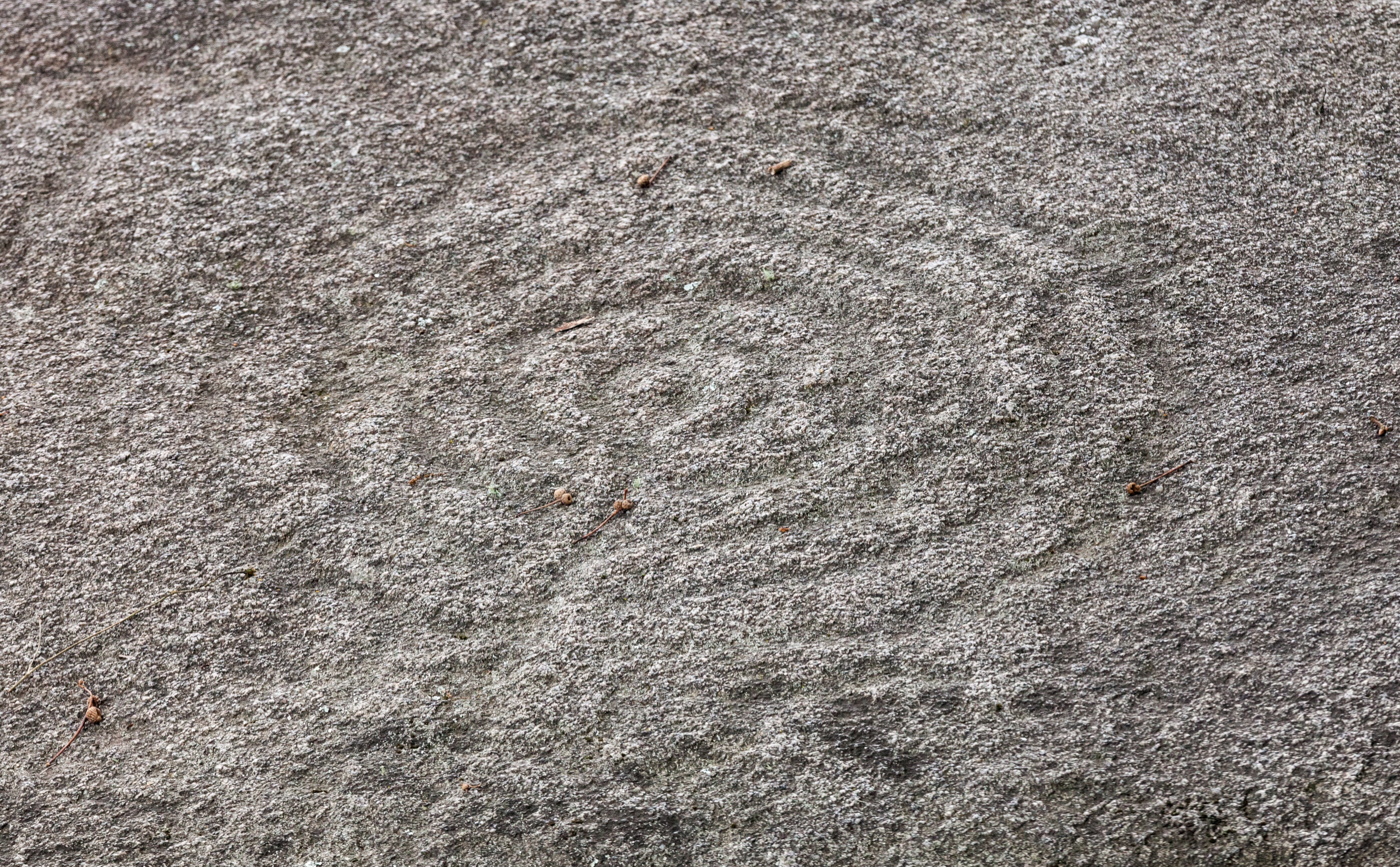